# Патера (астрогеологија)
Патера (лат. Patera, paterae) је астрогеолошки термин за вулкански облик рељефа сличан земаљској калдери, а присутан је на површинама планета Венера и Марс, и сателита Ио и Тритон.
Термин води порекло од староримске патере, плитке и широке посуде која се користила за разне ритуалне молитве. Патера је плитка и широка калдера настала услед вулканске активности.